# Марк Папірій Мугіллан
Марк Папі́рій Мугілла́н Атраті́н (лат. Marcus Papirius Mugillanus Atratinus; близько 450 до н. е. — після 411 до н. е.) — військовий та політичний діяч Римської республіки, військовий трибун з консульською владою 418 і 416 років до н. є., консул 411 року до н. е.

## Життєпис
Походив з патриціанського роду Папіріїв, його гілки Мугілланів. Син Луція Папірія Мугіллана, консула 427 року до н. е. Завдяки родинному впливу доволі рано зробив кар'єру, проте щодо її проходження нічого невідомо.

### Перша трибунська каденція
У 418 році до н. е. у доволі молодому віці його обрано військовим трибуном з консульською владою разом з Луцієм Сергієм Фіденатом і Гаєм Сервілієм Аксіллою. Зумів отримати право воювати проти міста вольсків Лабіки рішенням диктатора Квінта Сервілія Пріска Фідената.

### Друга трибунська каденція
У 416 році до н. е. його було вдруге обрано військовим трибуном з консульською владою разом із Квінтом Фабієм Вібуланом, Спурієм Навцієм Рутілом, Авлом Семпронієм Атраціном. Завдяки впливу Вібулана припинилися чвари між військовими трибунами. Також було підтверджено мир із сусідами. Разом з колегами при підтримці частині народних трибунів перешкодив прийняттю аграрного закону, запропонованого народними трибунами Салоніном Мецілієм і Марком Метілієм.

### Консульський термін
У 411 році до н. е. його було обрано консулом разом зі Спурієм Навцієм Рутілом. Разом з колегою змушений був боротися з наслідками потужного мору, в результаті якого Рим значною мірою знелюднив. До цього додалася нестача хліба. Тому Мугіллан й Рутіл доклали зусиль для забезпечення громадян харчами.
Подальша доля Марка Папірія Мугіллана невідома.